# Białków (powiat słubicki)
Białków (niem. Balkow) – wieś w Polsce położona w województwie lubuskim, w powiecie słubickim, w gminie Cybinka.
W latach 1975–1998 miejscowość należała administracyjnie do województwa zielonogórskiego.
Miejscowość położona jest przy drodze lokalnej Cybinka – Rąpice. Wieś posiada swój przysiółek Białkówek.
W miejscowości działa klub piłkarski „Polesie” Białków występujący w B-klasie.

## Zabytki
Do wojewódzkiego rejestru zabytków wpisane są:
- kościół ewangelicki, obecnie rzymskokatolicki par. pod wezwaniem św. Andrzeja Boboli, wybudowany w stylu neoromańskim w 1840 roku
- dwór, obecnie dom nr 72, z XVIII wieku, rozbudowany w XIX wieku[6]

inne zabytki:
- zabudowania folwarczne z XIX wieku.